# 1884年美國總統選舉
1884年美國總統選舉，是指在1884年11月4日星期二所舉行的第25屆美國總統大選（四年一度）。這是自1856年選舉以來，民主黨首次贏得總統選舉。纽约州成為勝選的關鍵州，紐約的選民決定了這場選舉的最終獲勝者。

## 軼事
1882年至1885年間，時任大清帝國驻美国旧金山总领事的黄遵宪，他亲眼目睹了1884年美国总统選舉，黄遵宪作诗《纪事》记载了美国总统大选的情况和感触，得出了“共和政体万不能施行于今日之吾国”的结论。

## 外部連結
- Presidential Election of 1884: A Resource Guide（页面存档备份，存于） from the Library of Congress
- 1884 popular vote by counties（页面存档备份，存于）
- How close was the 1884 election? — Michael Sheppard, Massachusetts Institute of Technology
- . . 1920.
- Election of 1884 in Counting the Votes